# Эдри, Рафаэль
Рафаэль Эдри (ивр. רפאל אדרי‎; 10 сентября 1937 — 22 июня 2024) — израильский политический и государственный деятель, занимавший должности депутата кнессета и министра в правительстве Израиля.

## Биография
Эдри родился в городе Касабланка в Марокко. Он принимал активное участие в строительном молодёжном движении в Марокко. Репатриировался в Израиль в возрасте 17 лет в Хацор-ха-Глилит и учился в школе менеджмента в Иерусалиме. Он начал работать в совете Хацора в 1957 году и был правой рукой Гиллеля Ландсмана, первого председателя местного совета в Хацоре. Он дважды занимал пост председателя совета: первый раз около полутора лет (с марта 1968 г. по декабрь 1969 г.) и второй раз около трех месяцев (с февраля 1974 г. по май 1974 г.).
Позже он был генеральным директором компании «Кирьят-Шмона Девелопмент», председателем и генеральным директором «Шихон Овдим», а также председателем «Шихон и Бинуй».
Он был депутатом кнессета от партии Маарах и партии Авода с десятого по четырнадцатый созыв кнессета в 1981—1999 годах.
Он был заместителем спикера кнессета в 13 и 14 созывах. Он занимал пост министра в двадцать третьем правительстве Израиля — два года он занимал должность министра без портфеля, а 7 марта 1990 года был назначен министром окружающей среды, эту должность он занимал одну неделю, после чего он ушёл в отставку в связи со свержением правительства.
Эдри участвовал в переговорах с ШАС о свержении правительства. Он поддерживал контакты с Хасаном II, королём Марокко и другими лидерами, как во время своей политической деятельности, так и после того, как он ушёл из политической жизни в 1999 году.
Эдри служил экономическим и горнодобывающим советником правителя Того, диктатора Эйадема Гнассингбе, и его сына, позднее пришедшего к власти, Фора Гнассингбе. Он контролирует государственную корпорацию по фосфатам после её приватизации, и его даже обвиняли в финансовых нарушениях в корпорации.

## Личная жизнь
Сначала он женился на Джоан, жительнице Кфар-ха-Наси, иммигрировавшей из Дании, и у них родилось трое детей. Он повторно женился на Анне Клод, французской еврейке из богатой семьи.
Умер 22 июня 2024 года в возрасте 86 лет.